# Kap Scoresby
Das Kap Scoresby ist ein Kap in Form einer hohen Klippe am nördlichen Ende von Borradaile Island in der Gruppe der ostantarktischen Balleny-Inseln.
Wissenschaftler der britischen Discovery Investigations kartierten es im Zuge von Vermessungen des nördlichen Teils der Balleny-Inseln zwischen 1936 und 1938. Sie benannten das Kap nach der William Scoresby, neben der Discovery II eines von zwei Forschungsschiffen, die zu der Zeit für die Discovery Investigations im Einsatz waren.